# セイタカダイオウ

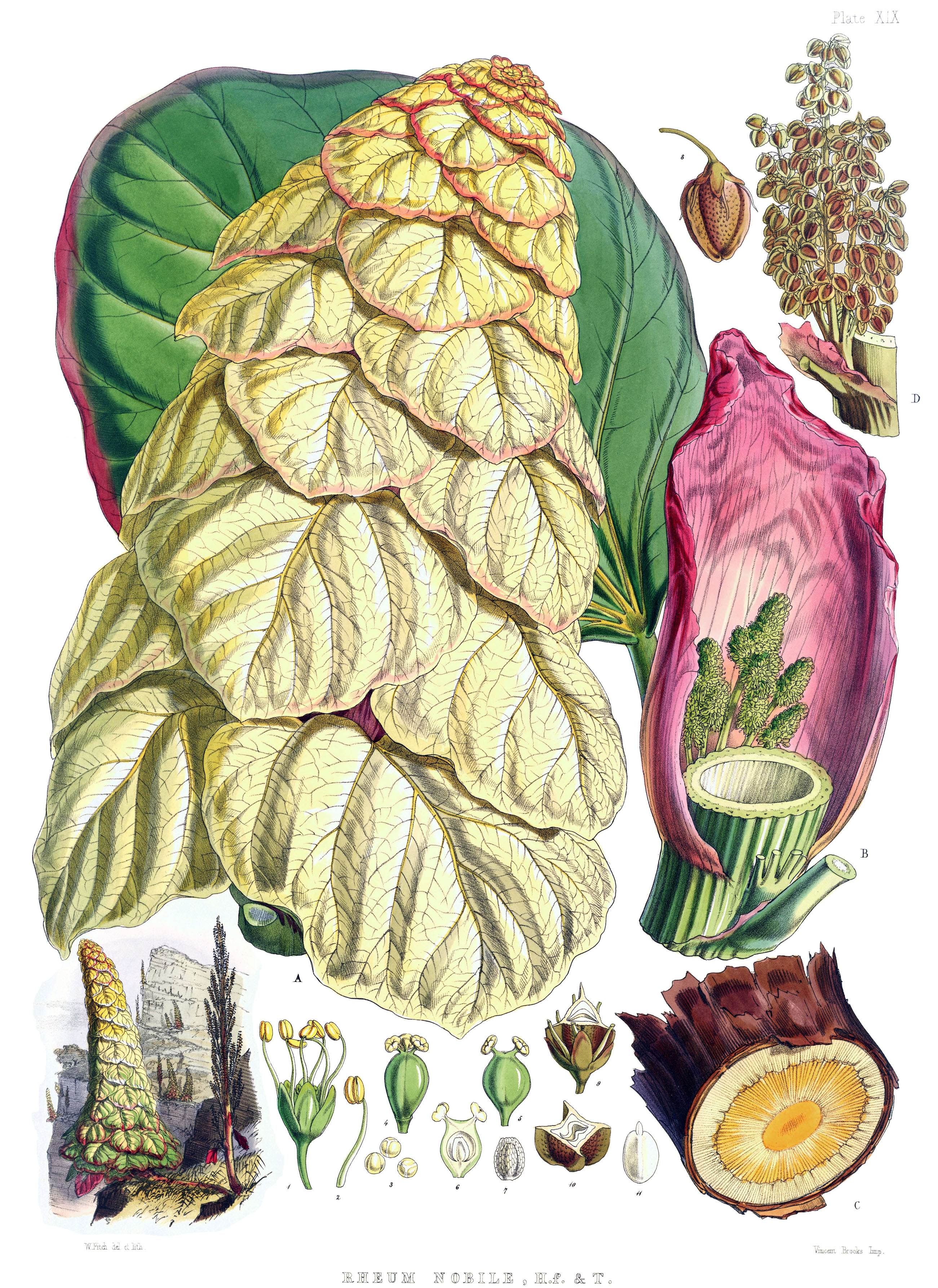
Botanical details

セイタカダイオウRheum nobile（背高大黄）は、ヒマラヤ山脈に分布するダイオウ属の大型草本。アフガニスタン北東からパキスタン北部、インド、ネパール、シッキム、ブータン、チベット、ミャンマーの、標高4000-4800mの高山ツンドラ帯に自生する 。
形態は非常に特異なもので、全高1–2 m、同所に自生する全ての草本より大きく、谷を隔てた数km先からでも見ることができる。
半透明の苞葉が花を覆い温室のような構造となっていることから、温室植物と呼ばれる。この苞葉は高山の冷気と紫外線から植物体を守っている。

## 形態
植物体は円錐形で、淡黄色半透明の重なり合った繊細な苞葉を持つ。上部の苞葉の縁はピンク色になる。根元近くの葉は大きくて分厚く緑色で、赤い葉柄を持ち、幅広い基部を構成している。苞葉の裏側には膜状で壊れやすい、ピンク色の托葉がある。托葉の中には短い穂があり、矮小な緑色の花をつける。
根は1–2 mの長さで、人の腕と同じくらいの太さになり、断面は明るい黄色である。茎には爽やかな酸味があり、自生地では "Chuka" と呼ばれて食用とされる。茎の空洞には、多量の澄んだ水が蓄えられている。花期が終わると茎が伸び、苞葉は互いに離れて赤褐色になる。実が熟すと苞葉は落ち、ぼろぼろの茎に暗褐色の実をつけた穂がついているだけの姿となる。記載者のジョセフ・ダルトン・フッカーは、この姿を「冬に、この黒い茎が雪の中に立ったり、崖から突き出したりしている様を、周囲の荒廃した景色と合わせて見ると憂鬱な気分になる」と形容している。

### 苞葉

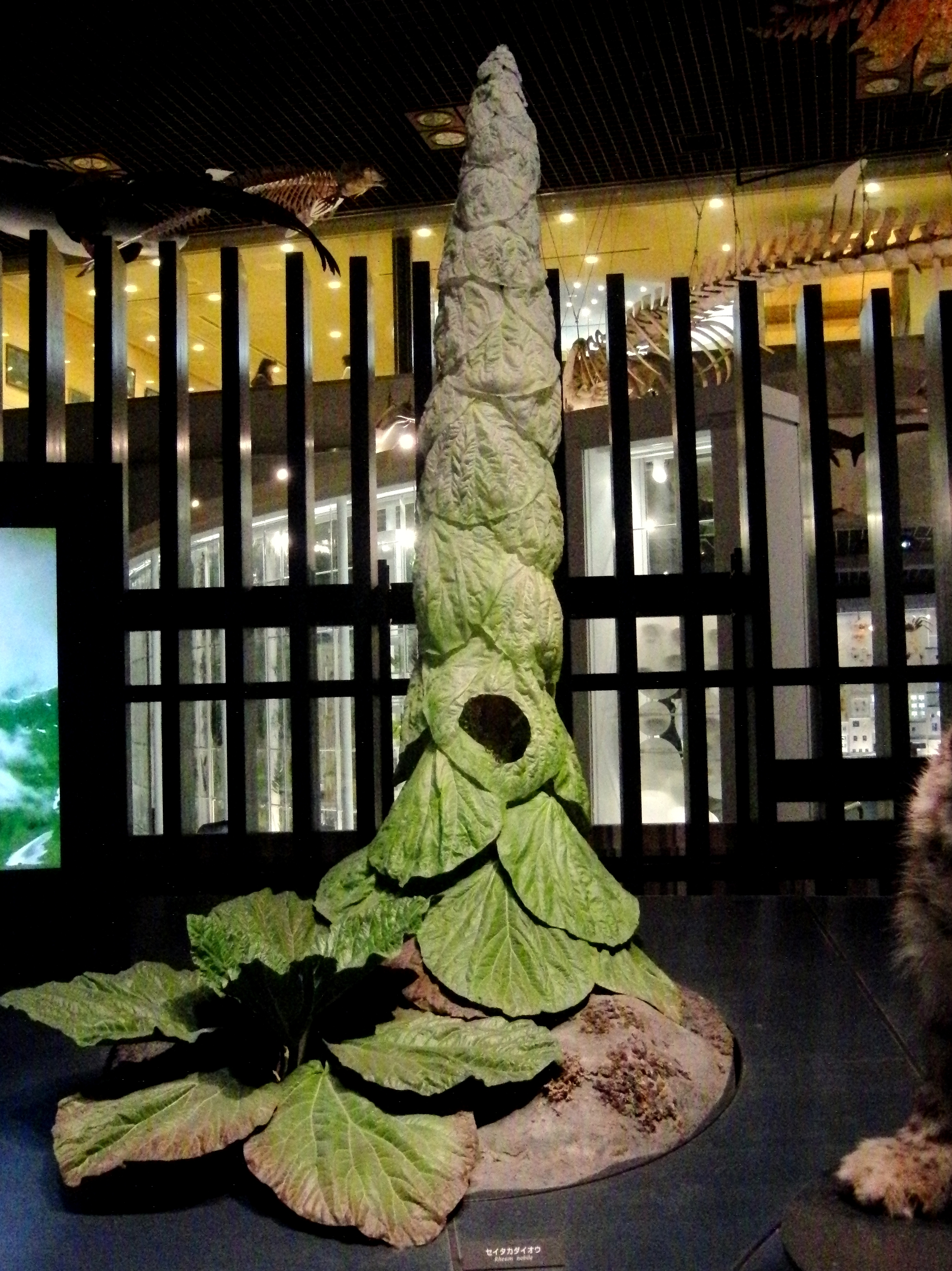
国立科学博物館に展示された実物大模型

苞葉の厚さは110-170 µmで、柵状組織と海綿状組織は分化しない。可視光は通すが、紫外線を遮断し、高山の強い紫外線から花と頂端分裂組織を保護している。主な紫外線防御物質はクェルセチン系のフラボノイドで、次のようなものがある。
- ルチン (quercetin 3-O-rutinoside)：高等植物に広く分布、他のダイオウ属の葉からも報告がある
- グアイジャベリン (quercetin 3-O-arabinoside)：ダイオウ属から最初に報告されている
- ハイペリン (quercetin 3-O-galactoside): 植物に広く分布、Rheum rhaponticum の葉から報告がある
- イソクェルシトリン (quercetin 3-O-glucoside): 植物に広く分布、Rheum rhaponticum の葉から報告がある
- Quercetin 3-O-[6″-(3-hydroxy-3-methylglutaroyl)-glucoside]: 本種から最初に発見された

他にも、少量ではあるが、 quercetin 7-O-glycoside・クェルセチン自体・ケンプフェロール配糖体・フェルラ酸エステルなども見つかっている。

## 歴史

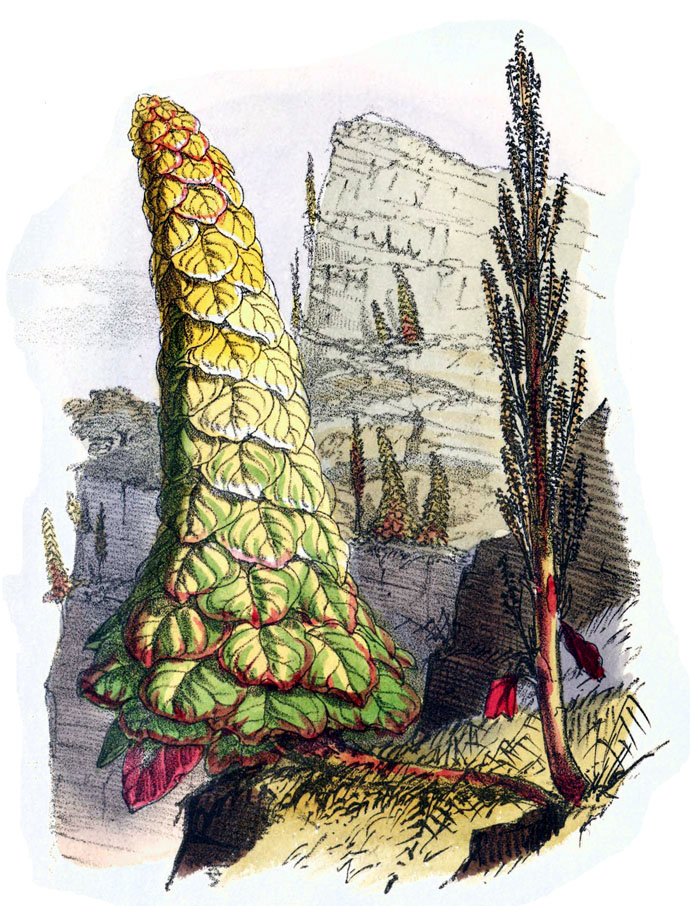
フッカーの描いたスケッチ

1855年、ジョセフ・ダルトン・フッカーとThomas Thomsonにより記載された。フッカーは、「この植物は確かに、シッキムに産する多くの高山植物の中で最も特徴的なものである。茎に酸性の汁を含むことなど、あらゆる植物学的特徴は、この種がダイオウ属であることを示している。だが、同属種の一般的な形態・生息環境とはかけ離れていたので、最初に見た時はダイオウ属だとは分からなかった。私がこの植物を最初に見たのは標高14,000フィートのラチェン渓谷の崖に点在する姿で、どのようにして採取すればよいか途方に暮れた。その苞葉を手に入れ、花を調べて初めて、私はこの植物がダイオウ属だと気付いた」と書いている。